# Chazé-Henry
Chazé-Henry és un municipi francès situat al departament de Maine i Loira i a la regió de País del Loira. L'any 2007 tenia 891 habitants.

## Demografia

### Població
El 2007 la població de fet de Chazé-Henry era de 891 persones. Hi havia 360 famílies de les quals 104 eren unipersonals (36 homes vivint sols i 68 dones vivint soles), 120 parelles sense fills, 120 parelles amb fills i 16 famílies monoparentals amb fills.
La població ha evolucionat segons el següent gràfic:
Habitants censats

### Habitatges
El 2007 hi havia 424 habitatges, 362 eren l'habitatge principal de la família, 23 eren segones residències i 38 estaven desocupats. 395 eren cases i 24 eren apartaments. Dels 362 habitatges principals, 237 estaven ocupats pels seus propietaris, 120 estaven llogats i ocupats pels llogaters i 5 estaven cedits a títol gratuït; 13 tenien dues cambres, 62 en tenien tres, 94 en tenien quatre i 193 en tenien cinc o més. 249 habitatges disposaven pel capbaix d'una plaça de pàrquing. A 165 habitatges hi havia un automòbil i a 159 n'hi havia dos o més.

### Piràmide de població
La piràmide de població per edats i sexe el 2009 era:
| Homes | Edats   | Dones |
| ----- | ------- | ----- |
| 0     | 95 o +  | 0     |
| 2     | 90 a 94 | 5     |
| 1     | 85 a 89 | 4     |
| 6     | 80 a 84 | 3     |
| 15    | 75 a 79 | 12    |
| 8     | 70 a 74 | 45    |
| 19    | 65 a 69 | 11    |
| 19    | 60 a 64 | 17    |
| 25    | 55 a 59 | 20    |
| 34    | 50 a 54 | 27    |
| 20    | 45 a 49 | 38    |
| 40    | 40 a 44 | 37    |
| 40    | 35 a 39 | 34    |
| 21    | 30 a 34 | 22    |
| 31    | 25 a 29 | 22    |
| 18    | 20 a 24 | 31    |
| 50    | 15 a 19 | 38    |
| 33    | 10 a 14 | 43    |
| 28    | 5 a 9   | 43    |
| 39    | 0 a 4   | 14    |

## Economia
El 2007 la població en edat de treballar era de 589 persones, 426 eren actives i 163 eren inactives. De les 426 persones actives 378 estaven ocupades (216 homes i 162 dones) i 48 estaven aturades (20 homes i 28 dones). De les 163 persones inactives 66 estaven jubilades, 48 estaven estudiant i 49 estaven classificades com a «altres inactius».

### Ingressos
El 2009 a Chazé-Henry hi havia 352 unitats fiscals que integraven 893 persones, la mediana anual d'ingressos fiscals per persona era de 14.662 €.

### Activitats econòmiques
Dels 32 establiments que hi havia el 2007, 1 era d'una empresa extractiva, 7 d'empreses de fabricació d'altres productes industrials, 6 d'empreses de construcció, 5 d'empreses de comerç i reparació d'automòbils, 1 d'una empresa de transport, 2 d'empreses d'hostatgeria i restauració, 3 d'empreses financeres, 2 d'empreses immobiliàries, 4 d'empreses de serveis i 1 d'una empresa classificada com a «altres activitats de serveis».
Dels 11 establiments de servei als particulars que hi havia el 2009, 1 era una oficina de correu, 2 oficines bancàries, 1 guixaire pintor, 2 fusteries, 1 electricista, 2 empreses de construcció, 1 perruqueria i 1 agència immobiliària.
Dels 2 establiments comercials que hi havia el 2009, 1 era una botiga de més de 120 m² i 1 una perfumeria.
L'any 2000 a Chazé-Henry hi havia 41 explotacions agrícoles que ocupaven un total de 1.690 hectàrees.

## Equipaments sanitaris i escolars
El 2009 hi havia 2 escoles elementals.

## Poblacions més properes
El següent diagrama mostra les poblacions més properes.